# Sally Daley
Sally Daley (* 24. Oktober 1941 in Allentown, Pennsylvania; † 10. April 2020) war eine US-amerikanische Kirchenmusikerin, Organistin und Komponistin.
Daley studierte Musik an der Northwestern University in Evanston, Illinois. Sie wirkte als Kirchenmusikerin an verschiedenen Kirchen in der Region von Chicago und war ab 2007 Kirchenmusikerin und Musikdirektorin an der Kirche St. Mary Goretti in Schiller Park, Illinois. Als Mitglied der Mu Phi Epsilon International Professional Music Fraternity wurde sie zweimal bei deren internationalen Kompositionswettbewerben mit einer ehrenden Erwähnung ausgezeichnet. Außerdem war Daley Mitglied der National Pastoral Musicians und der Creative Musicians Coalition sowie des franziskanischen Ordens der Queenship of Mary.

## Quelle
- Alliance Publications, Inc. - D - Daley, Sally